# Александар Стамболијски
Александар Стоименов Стамболијски (буг. Александър Стоименов Стамболийски) је био један од најистакнутијих бугарских политичара, лидер Бугарског земљорадничког народног савеза (БЗНС), народни посланик, новинар, министар јавних зграда, путева и комуналног уређења, министар унутрашњих послова и рата. Био је на челу бугарске владе у периоду 1919—1923. г. Одлучно и активно се борио против бугарског учешћа на страни Немачке у Првом светском рату, због чега је био бачен у затвор, а после рата је морао да потпише Нејски уговор, са надом за мирну ревизију тешких уговорних услова. Приликом војно-фашистичког преврата 9. јуна 1923. године смењен је с положаја ухваћен у покушају бекства и убијен на свиреп начин у Славовици.
Подржавао је идеју Балканске федерације и није се исказивао као Бугарин, већ као Југословен.

## Биографија
Рођен 1. марта 1879. г. у Славовици (Пазарџичка област) Александар Стамболијски учио је школу у земљорадничкој школи у Садовском (1893-95) и завршава и Школу вина у Плевену (1895-97). У Плевену је био ученик осниватеља Бугарског земљорадничког савеза (БЗС) Јанка Забунова. Године 1899. учествује у оснивању конгреса БЗС-а. У наредним годинама студира филозофију у Халеу и агрономију у Минхену, али је прекинео студије због туберкулозе.
По повратку у Бугарску бави се политичким активностима. Постаје фактички лидер БЗНС-а и под његовим утицајем савез се преображава од удружења земљорадника и социјалиста у политичку партију. Стамболијски се оштро противио промени у Трновског устава 1911. године и учествувању Бугарске у Првом светском рату, због чега је 1915. одстрањен из парламента и осуђен на доживотну робију.
Током војничког устанка септембра 1918. године пуштен је и послат, заједно с другим политичарима, да преговара са учесницима устанка ради мирног решавања сукоба. Под утицајем његовог колеге Рајка Даскалова, решава да води устанак. Након његовог неуспеха, крије се, али је децембра 1918. амнестиран заједно с већином учесника.
Јануара 1919. године. Стамболијски се у укључује у коалициону владу Теодора Теодорова. Учествује у преговорима за закључивање мировног договора на Париској конференцији. Након што је Теодор одбио да прихвати наметнуте услове, он је, немајући другог избора, на челу владе 27. новембра 1919. године потписао Нејски споразум по којем се Бугарска одрекла дела Македоније у корист Краљевине СХС, јужне Добруџе у корист Румуније и западне Тракије у корист Грчке. Потписавши тај споразум, по сведочењу тадашњих новинара, сломио је пенкало; а према речима бугарског академика Георги Маркова, директора Института за историју Бугарске академије наука (БАН), Стамболијски је одбацио пенкалу на страну и рекао : „Лепа успомена, не треба ми, задржите је.“, показавши на тај начин своје нерасположење. Након парламентарних избора 21. маја 1920. године влада је састављена само од представника БЗНС-а.
Влада Александра Стамболијског покушавала да је у наредном периоду да изведе земљу из међународне изолације после Првог светског рата, кроз активно учешће у Друштву народа и успостављањем пријатељских односа са Југославијом. Оваквом политиком дошла је у сукоб с владиним организацијама македонских Бугара, које су Стамболијског оптужиле за националну издају.
На унутрашњем плану влада Стамболијског је спровела неке реформе, од којих су неке контроверзне. Неке од тих су ограничавале износ власништва над земљиштем, увеле радне обавезе према држави, поједноставиле правопис, а неметнута је и ауторитативна владавина.
Године 1922. одржан је и референдум о суђењу кривцима за националне катастрофе. Тада су присталице БЗНС-а и Бугарске комунистичке партије (БКП) са огромном већином одобрили осуђивање дела политичке и војне елите Бугарске за време ратова из 1913–1918. године. Нешто касније је дошло до репресија како против БКП-а, тако и против буржоаске опозиције. Основни инструмент тих репресија била је верна БЗНС-у и Стамболијском тзв. Наранџаста гарда – одреди сељака са лаким наоружањем.
Политички противници Александра Стамболијског били су ужаснути таквим ауторитарним режимом и оптужили су га да се понаша као тиран. Након што је потписао Нишки споразум с Краљевином СХС, чиме се обавезао да ће сузбијати активности ВМРО-а, ситуација је била напета и 9. јуна 1923. против владе Стамболијског је изведен војни преврат, чији је организатор био Војни савез, уз подршку буржоаских партија и цара. Наранџаста гарда је била разоружана. За време пуча Стамболијски је био у свом родном селу и није могао да реагује адекватно. Лидер земљорадника је био ухапшен и убијен 14. јуна на свиреп начин, тако што су му одстранили руку којом је потписао Нишки споразум. Током преврата, посланство Краљевине Бугарске у Београду је радило код министра иностраних дела Момчила Нинчића и других истакнутих српских политичара против војне интервенције Краљевине Срба, Хрвата и Словенаца у корист Александра Стамболијског, јер су чиновници били уверени да бугарски сељаци из патриотских разлога никада не би прихватили повратак БЗНС на власт уз подршку оружане силе стране државе.